# Salka (rodzaj)
Salka – rodzaj pluskwiaków z rodziny bezrąbkowatych i podrodziny Typhlocybinae. Występuje od Indii i Nepalu na północnym zachodzie oraz Chin i Riukiu na północy po Jawę na południu.

## Morfologia
Pluskwiaki o ciele długości 2–4 mm i ubarwieniu od piaskowo-beżowego po brązowawo-czarne.
Głowa ich jest trochę węższa od przedplecza. Szew epikranialny jest zaznaczony na lekko wystającej przedniej krawędzi ciemienia. Twarz cechuje się długim lorum i szerokim rejonem czołowo-nadustkowym (frontoklipeusem). Na twarzy brak jest pary czarnych plamek położonych przednio-grzbietowo względem panewek czułkowych. Przedustek o obu płci jest wąski i wklęśnięty.
Tułów charakteryzuje się przedpleczem mniej więcej dwukrotnie dłuższym od ciemienia, pozbawionym wyraźnych dołeczków. Przednie skrzydło jest półprzezroczyste z polem brochosomowym (woskowym) zabarwionym brązowo lub  brunatnie. Spośród komórek apikalnych przedniego skrzydła pierwsza i trzecia są bardzo duże i szerokie, druga wąska, a czwarta krótka i szeroka. Tylne skrzydło ma wykształconą żyłkę radialną przednią oraz żyłkę submarginalną nieosiągającą jego zwężonego wierzchołka. Odnóża przedniej pary mają nasadową spośród szczecinek szeregu przednio-brzusznego wyraźnie większą od pozostałych.
Odwłok ma drugi sternit z małymi, skierowanymi dośrodkowo-grzbietowo apodemami, nieprzekraczającymi lub tylko nieco przekraczającymi sternit trzeci. Samiec ma dobrze zesklerotyzowaną kapsułę genitalną. Jego pygofor nie dochodzi do wierzchołka płytki subgenitalnej i zaopatrzony jest w grzbietowe wyrostki połączone z nim stawowo, a czasem także w wyrostki brzuszne. Na chetotaksję pygoforu składają się jedna lub więcej szczecinek makroskopowych osadzonych dogłowowo od miejsca przyłączenia rurki analnej, grupy szczecin makroskopowych w kącie dogłowowo-brzusznym płata, kilku krótkich i grubych szczecin na krawędzi doogonowej oraz krótkich i smukłych szczecinek rozproszonych na powierzchni płata. Płytka subgenitalna jest wolna, o krawędziach bocznych wyraźnie rozszerzonych przynasadowo, zaopatrzona w dwie lub większą liczbę szczecinek makroskopowych w szeregu ukośnym albo trzy szczecinki makroskopowe rozmieszczone na planie trójkąta. Konektywa ma kształt litery U lub Y i może mieć wykształcony płat środkowy. Edeagus ma rurkowaty trzon z gonoporem na spodniej stronie umieszczonym przedwierzchołkowo, rzadziej wierzchołkowo.

## Rozprzestrzenienie
Owady te zamieszkują głównie krainę orientalną, jednak sięgają południowych skrajów Palearktyki. W Indiach występują w części północno-wschodniej, będąc podawanymi ze stanów Tamilnadu, Bengal Zachodni, Meghalaya i Sikkim. Na subkontynencie indyjskim występują także w Nepalu. W Chinach znane są z Junnanu, Hajnanu, Fujianu i Hubei. 29 gatunków występuje na Tajwanie. 8 gatunków to endemity archipelagu Riukiu w południowej Japonii. W Azji Południowo-Wschodniej rodzaj znany jest z Mjanmy, północnego Wietnamu, Malezji, Brunei, filipińskiej wyspy Mindanao oraz indonezyjskiej wyspy Jawa.

## Taksonomia
Rodzaj ten wprowadzony został w 1972 roku przez Irenę Dworakowską, która jego gatunkiem typowym wyznaczyła opisaną w 1932 roku Zygina nigricans. Do rodzaju tego zalicza się 78 opisanych gatunków:
- Salka abbotta Chiang & Knight, 1990
- Salka addonica Chiang & Knight, 1990
- Salka arenaria Sohi & Mann, 1994
- Salka armata Dworakowska, 1976
- Salka asna Dworakowska, 1976
- Salka atropurpurea Distant, 1918
- Salka belanda Sohi & Mann, 1994
- Salka bimaculata Dworakowska, 1981
- Salka byrneae Dworakowska, 2006
- Salka canara Sohi & Mann, 1994
- Salka cerviprocessa Song & Li, 2012
- Salka chelata Sohi & Mann, 1994
- Salka circumflexa Ohara, 2012
- Salka congjianga Song & Li, 2012
- Salka crassiprocessa Zhang, Yang & Huang, 2009
- Salka decorata Dworakowska, 2010
- Salka dentata Dworakowska, 2006
- Salka denticulata Ohara, 2012
- Salka diacora Chiang & Knight, 1990
- Salka dialoluensis Zhang, Yang & Huang, 2009
- Salka dimorpha Ohara, 2012
- Salka diversa Ohara, 2012
- Salka elongata Dworakowska, 1994
- Salka emeljanovi Dworakowska, 2006
- Salka extrela Chiang & Knight, 1990
- Salka fanjinga Song & Li, 2012
- Salka fujiwara Chiang & Knight, 1990
- Salka furcata Sohi & Mann, 1994
- Salka gaza Dworakowska, 2010
- Salka guilinensis Song & Li, 2012
- Salka gviazdka Dworakowska, 2010
- Salka hadija Sohi & Mann, 1994
- Salka jaga Sohi & Mann, 1994
- Salka jarucha Dworakowska, 1994
- Salka jianfengensis Zhang, Yang & Huang, 2009
- Salka jiangshiensis Zhang, Yang & Huang, 2009
- Salka jonesi Dworakowska, 2006
- Salka kasauliensis Sohi, Mann & Shenhmar, 1987
- Salka kerzhneri Dworakowska, 2006
- Salka kokarda Sohi & Mann, 1994
- Salka lamella Zhang, Yang & Huang, 2009
- Salka lobata Dworakowska, 1976
- Salka longihamata Zhang, Yang & Huang, 2009
- Salka longiprocessa Zhang, Yang & Huang, 2009
- Salka maesatoensis Ohara, 2012
- Salka mamiya Dworakowska, 2010
- Salka musica Sohi & Mann, 1994
- Salka nangongensis Zhang, Yang & Huang, 2009
- Salka nepalensis Sohi & Mann, 1994
- Salka nigra Dworakowska, 1979
- Salka nigricans Matsumura, 1932
- Salka nusukuensis Ohara, 2012
- Salka okinawana Ohara, 2012
- Salka opta Dworakowska, 2010
- Salka parvula Sohi & Mann, 1994
- Salka pygmaea Dworakowska, 1994
- Salka qusa Dworakowska, 2010
- Salka ramosa Sohi & Mann, 1994
- Salka remanei Dworakowska, 2010
- Salka rubronigra Sohi & Mann, 1994
- Salka serratula Sohi & Mann, 1994
- Salka singularis Zhang, Yang & Huang, 2009
- Salka sinica Sohi & Mann, 1994
- Salka songae Song & Li, 2012
- Salka spinosa Sohi & Mann, 1994
- Salka taoyuanensis Song & Li, 2012
- Salka torjania Dworakowska, 2006
- Salka triangula Chiang & Knight, 1990
- Salka tricera Dworakowska, 1980
- Salka trimaculata Ohara, 2012
- Salka triprocessa Song & Li, 2012
- Salka unicera Dworakowska, 2006
- Salka wiejska Dworakowska, 2010
- Salka xepima Sohi & Mann, 1994
- Salka yeroboa Dworakowska, 2010
- Salka yvona Dworakowska, 2010
- Salka zeltava Dworakowska, 1981
- Salka zoza Sohi & Mann, 1994